# Didelphodon
A Didelphodon az emlősök (Mammalia) osztályának Ameridelphia rendjébe, ezen belül a Stagodontidae családjába tartozó fosszilis nem.

## Rendszerezés
A nembe az alábbi 3 faj tartoztak:
- Didelphodon coyi Fox & Naylor, 1986
- Didelphodon padanicus Cope, 1892
- Didelphodon vorax Marsh, 1889 - típusfaj; szinonimái: Cimolestes curtus, Didelphodon ferox, Ectoconodon petersoni, Stagodon nitor, Stagodon validus

Egyesek szerint a Didelphodon vorax a Didelphops nem típusfaja. (lásd „Paleobiology Database”)

## Leírása
A Didelphodon 73-66 millió évvel élt ezelőtt, a késő kréta korszakban.
A Didelphodon egy korai erszényes, távoli rokona az oposszumoknak. Az állat az egyik legnagyobb emlős volt a mezozoikumban, testtömege 5 kilogrammot nyomhatott, körülbelül annyit, mint egy mai borz. A koponyahossza 12-13 centiméteres volt. Lehet, hogy a Didelphodon üregekben lakott, Észak-Amerika sűrű erdeiben. Az állat dögevő volt, de vadászott kis hüllőkre és rovarokra is. Ha dinoszaurusz fészekre bukkant, és a fészket nem őrizte felnőtt állat, a 'Didelphodon kifosztotta. Mint a legtöbb mezozoikumi emlős, a Didelphodon is a dinoszauruszok „árnyékában” élt. A Didelphodon valószínűleg éjszaka volt aktív, az éj leple alatt indult vadászni. Ennek az életmódnak a folytatásához éles látására és jó szaglására hagyatkozott.